# Kłączno
Kłączno (kaszub. Kłóńczno lub też Kłączno, Kłãczëno, niem. Klonschen) – kaszubska wieś letniskowa w Polsce, położona w województwie pomorskim, w powiecie bytowskim, w gminie Studzienice, na Pojezierzu Bytowskim, nad zachodnim brzegiem jeziora Kłączno. 
Wieś jest siedzibą sołectwa Kłączno w którego skład wchodzą również Okuny i Dzierżążnik oraz Osowo i Małe.
W kierunku północno-zachodnim znajduje się rezerwat przyrody Bukowa Góra nad Pysznem. Kłączno jest starym siedliskiem kaszubskiej szlachty zagrodowej. Znajduje się tu również placówka Ochotniczej Straży Pożarnej.
W latach 1975–1998 miejscowość administracyjnie należała do województwa słupskiego.

## Integralne części wsi
| SIMC    | Nazwa | Rodzaj     |
| ------- | ----- | ---------- |
| 0751284 | Małe  | przysiółek |
| 0751290 | Okuny | przysiółek |
| 0751290 | Osowo | przysiółek |

## Historia
Do roku 1945 wieś znajdowała się w granicach III Rzeszy, Polacy stanowili tu wówczas 95% ludności. Obowiązująca do 1937 roku oficjalna nazwa miejscowości Klonschen została przez nazistowskich propagandystów niemieckich zweryfikowana jako zbyt kaszubska lub nawet polska i przemianowana na bardziej niemiecką nazwę – Ulrichsdorf.

## Zabytki
Według rejestru zabytków NID na listę zabytków wpisane są drewniane: wozownia i owczarnia w zagrodzie nr 4 z 1809, nr rej.: 471 z 16.04.1965 (nie istnieją).
We wsi, w budynku dawnej szkoły znajduje się izba pamięci dokumentująca rozwój szkolnictwa w regionie w latach 1930-1960 oraz walkę o polskość i zachowanie tradycji podczas okupacji hitlerowskiej, wśród eksponatów książki, dokumenty i instrumenty muzyczne.